# Siderone syntyche
Siderone syntyche är en fjärilsart som beskrevs av William Chapman Hewitson 1853. Siderone syntyche ingår i släktet Siderone och familjen praktfjärilar. Inga underarter finns listade i Catalogue of Life.

## Bildgalleri

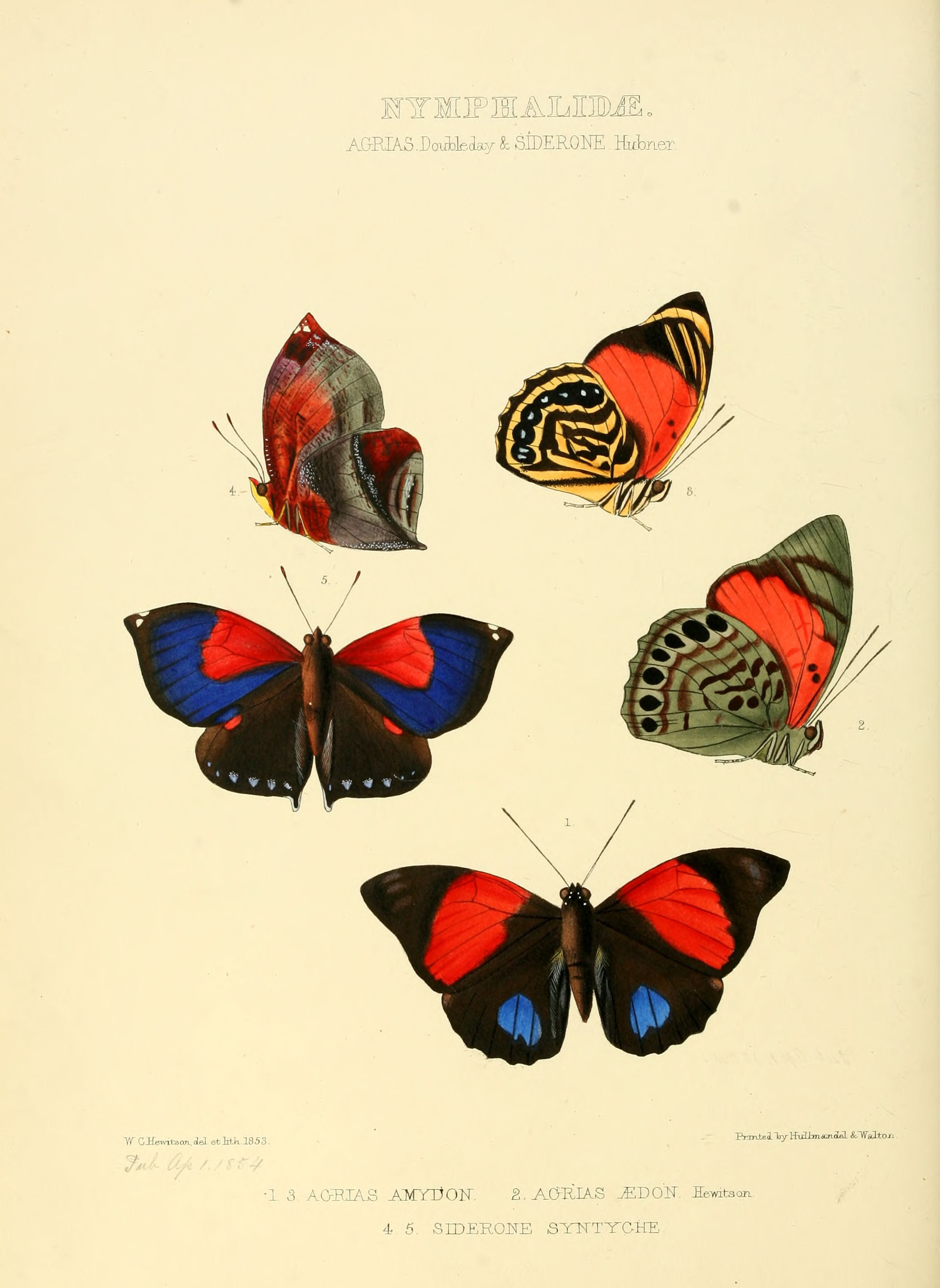
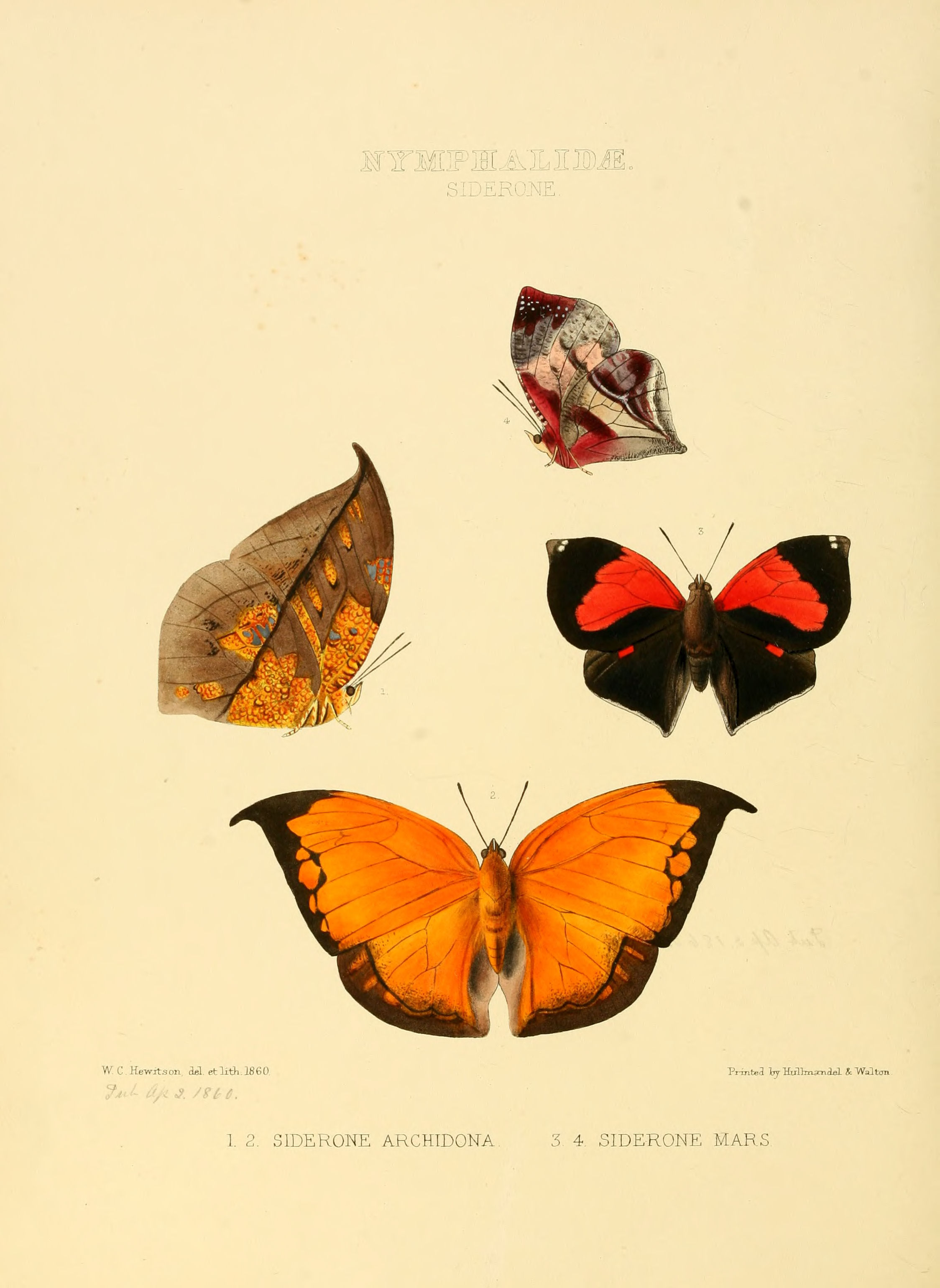